# Атанасиос Вардалис
Атана̀сиос (Тана̀сис) Димитрѝу Вардалѝс (на гръцки: Αθανάσιος, Θανάσης Δημητρίου Βαρδαλής) е гръцки политик от Комунистическата партия на Гърция (КПГ), депутат в Гръцкия парламент от януари 2015 година.

## Биография
Роден е през 1960 година в солунското градче Куфалово (Куфалия), Гърция. Завършва техническо училище и работи в дем Солун като електротехник.
Участва активно в борбата срещу диктатурата и влиза в Комунистическата партия през 1976 година. Член е на Централния комитет на КПГ. Кандидат е за депутат от КПГ на няколко избори. Избран е от КПГ за депутат от избирателен район Солун I на изборите през януари 2015 година и от Солун II през септември 2015 година.